# Olympische Winterspiele 2038
Die Olympischen Winterspiele 2038 (auch XXVIII. Olympische Winterspiele genannt) sollen im Jahr 2038 stattfinden. Ein Austragungsort ist noch nicht bekannt. Eine Entscheidung soll bis Ende 2027 fallen.

## Privilegierter Dialog

### Schweiz
Nachdem die Bewerbung der Schweiz für die Winterspiele 2030 bzw. 2034 vom IOC nicht berücksichtigt wurde, kamen Berichte auf, wonach die Schweiz im Gegenzug für die Spiele 2038 eine bevorzugte Behandlung erhalten werde. Dieser "privilegierte Dialog" besteht bis inklusive Dezember 2027. Am 29. November 2023 wurde das Projekt "Switzerland 203x" vom IOC zum Privilegierten Dialog eingeladen, basierend auf den sehr guten Grundlagen des Schweizer Projekts, wie sie der Future Host Commission vorgestellt und vom IOC EB diskutiert wurden. Diese sind: die vielen bestehenden Veranstaltungsorte; die grosse Erfahrung der Schweiz als Gastgeber internationaler Wintersportanlässe; und seine Rolle als Gastgeberland des IOC und vieler internationaler Sportverbände. Die Vision von 203x beinhaltet das Interesse an zukünftigen Spielen bis 2038.
Während des Privilegierten Dialogs wird das IOC keine Gespräche mit anderen potenziellen Gastgebern für die Olympischen und Paralympischen Winterspiele 2038 führen. In diesem exklusiven Dialog wird das IOC die interessierte Partei bitten, einige der Bereiche des Projekts anzusprechen, die noch weiterer Diskussion bedürfen, vor allem: die Verteilung der Veranstaltungsorte; die Finanzierungsstrategie; die Garantien; und öffentliche Unterstützung.
Sollte die Schweiz den Zuschlag erhalten, so würden die Austragungsorte über die gesamte Schweiz verteilt werden. Am 27. September 2024 sprach sich die Schweizer Regierung für eine Bewerbung aus.
Am 26. Juni 2025 gab IOC Präsidentin Kirsty Coventry bekannt den Bewerbungsprozess für Olympische Spiele vorläufig zu pausieren, um ihn zu reevaluieren.

## Potenzielle Bewerbungen

### Kärnten – Friaul-Julisch Venetien – Slowenien
Der Kärntner Landeshauptmann Peter Kaiser brachte am 19. Februar 2022 eine mögliche Bewerbung Kärntens gemeinsam mit der italienischen Region Friaul sowie Sloweniens für die Spiele 2034 ins Spiel. Eine solche Bewerbung hatte es bereits für die Winterspiele 2006 gegeben. Am 11. September 2023 gaben Peter Kaiser sowie der slowenische Sportminister Matjaž Han offiziell bekannt, dass man an einer Bewerbung arbeite. Dies wurde vom Präsidenten der Region Friaul-Julisch Venetien, Massimiliano Fedriga, am 25. März 2024 unterstrichen. Am 11. April 2024 gab Kaiser bekannt, dass man sich mit den Vertretern der Region Friaul-Julisch Venetien sowie Sloweniens auf eine gemeinsame Bewerbung für die Olympischen Jugend-Winterspiele 2028 verständigt hätte, welche als Test für die Olympischen Winterspiele stattfinden sollen.

### Deutschland
Der Deutsche Olympische Sportbund (DOSB) gab im Juli 2023 bekannt, dass man Bewerbungen für die Winterspiele 2038 bzw. 2042 derzeit prüfe. Eine konkrete Bewerberstadt wurde nicht genannt, vielmehr sollen, sofern es zu einer Bewerbung kommt, mehrere Regionen gemeinsam antreten. Zuletzt scheiterten allerdings sämtliche deutschen Bewerbungen für Olympische Spiele an mangelndem Rückhalt in der Bevölkerung.